# Wieża Bramy Dolnej w Prudniku
Wieża Bramy Dolnej (niem. Niederthor) – jedna z pozostałości po średniowiecznych murach miejskich Prudnika rozebranych w XIX wieku.

## Historia
Wieża została wybudowana w 1481 roku w stylu gotyckim. Wchodziła w skład murów miejskich, które zostały wybudowane dookoła Prudnika w XIV wieku. W 1868 mury zostały rozebrane w celu umożliwienia rozwoju przestrzennego i gospodarczego miasta. W skład murów obronnych wchodziły również dwie baszty, w których obecnie znajduje się Muzeum Ziemi Prudnickiej.

## Galeria

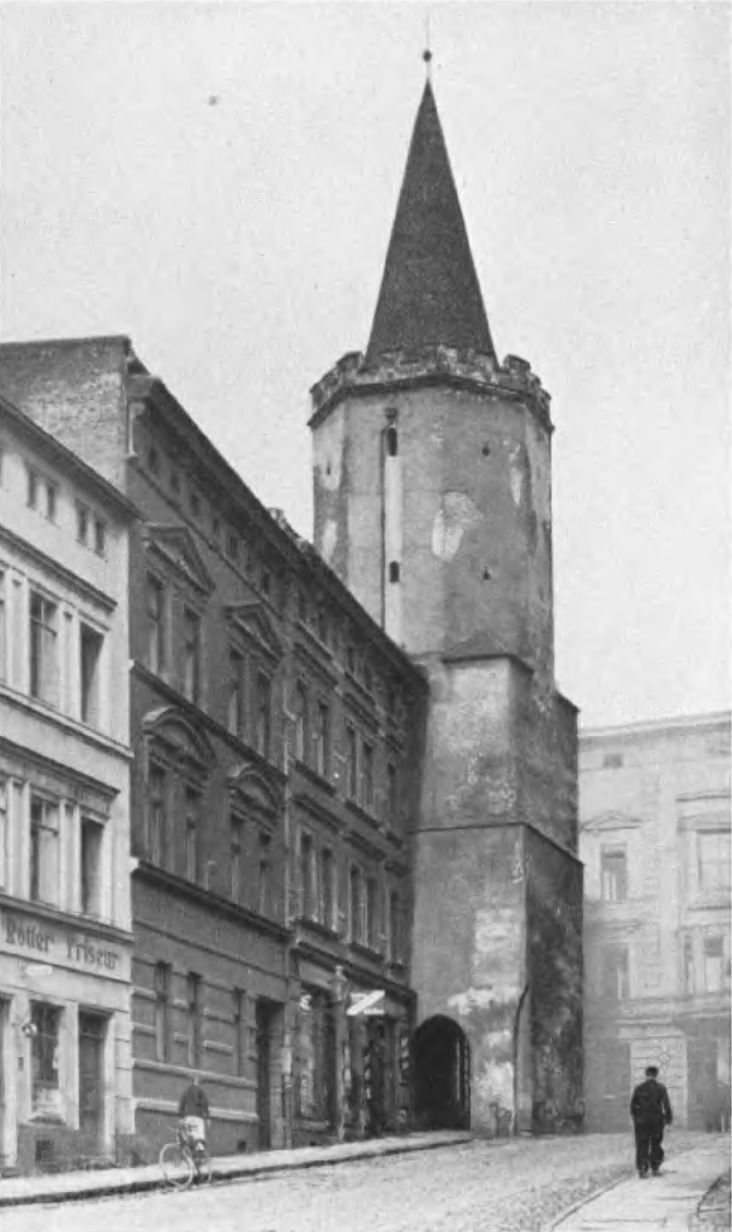
Wieża Bramy Dolnej przed 1939
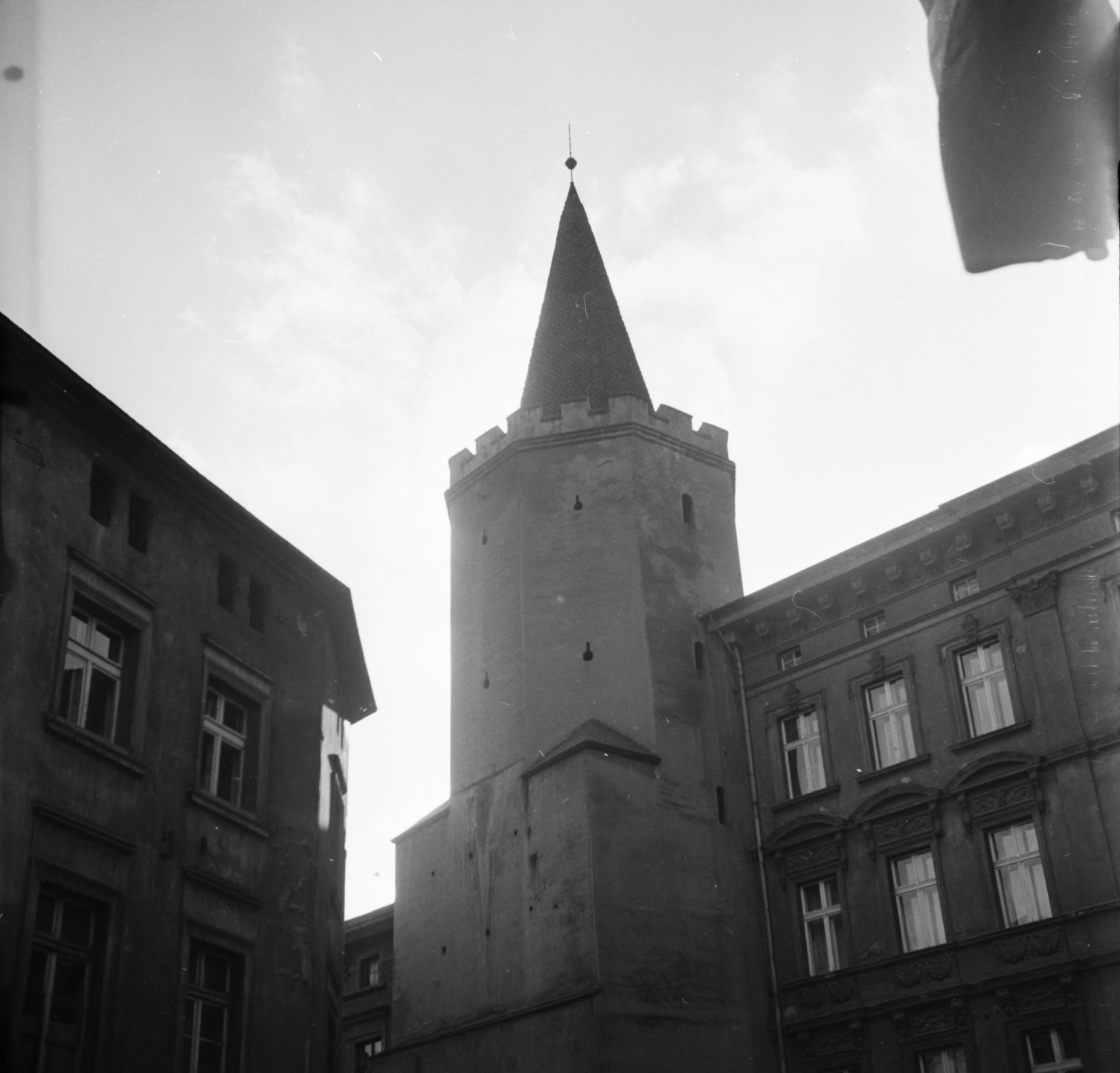
Wieża Bramy Dolnej w 1961
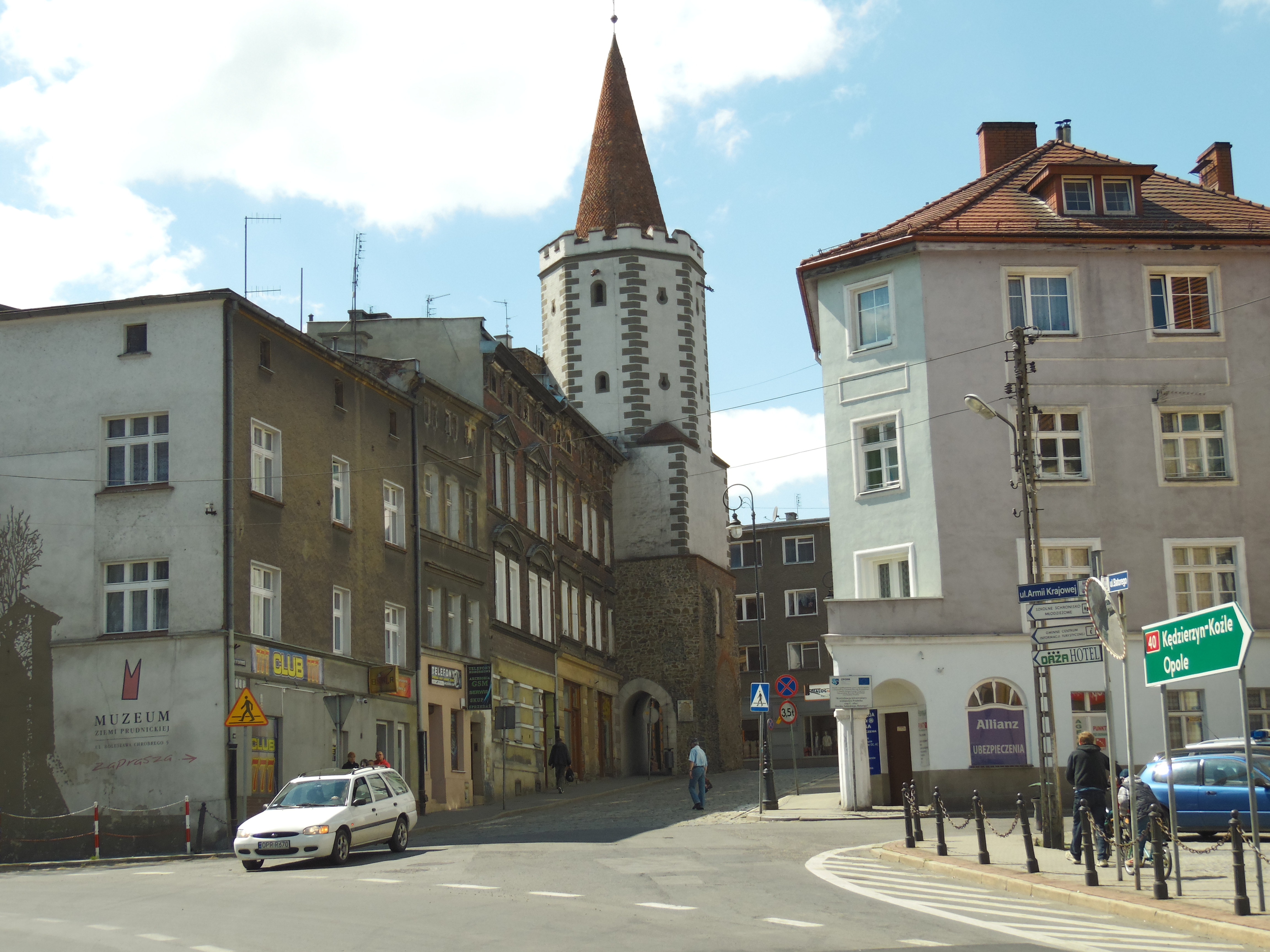
Widok na wieżę z ul. Stefana Batorego